# Annotto Bay
Koordinaten: 18° 16′ N, 76° 46′ W
Annotto Bay ist eine Stadt auf Jamaika mit 5500 Einwohnern (2010). Der Ort gehört zum Saint Mary Parish.
Zu den historischen Gebäuden von Annotto Bay gehören die in den 1820er-Jahren erbaute Anglican Church und der aus dem 18. Jahrhundert stammende Metcalfe Market. Die Markthalle wird seit Dezember 2010 im Rahmen des Banana Support Programme mit Unterstützung der EU restauriert.
In Annotto Bay endet von Kingston kommend die Fernstraße A 4.

## Söhne und Töchter
- Dunstan Fitzgerald Robinson (1919–1998), Offizier
- Michael Stuart (* 1948), Jazzmusiker
- Errol Walters (* 1956), Radrennfahrer